# 第46回世界遺産委員会

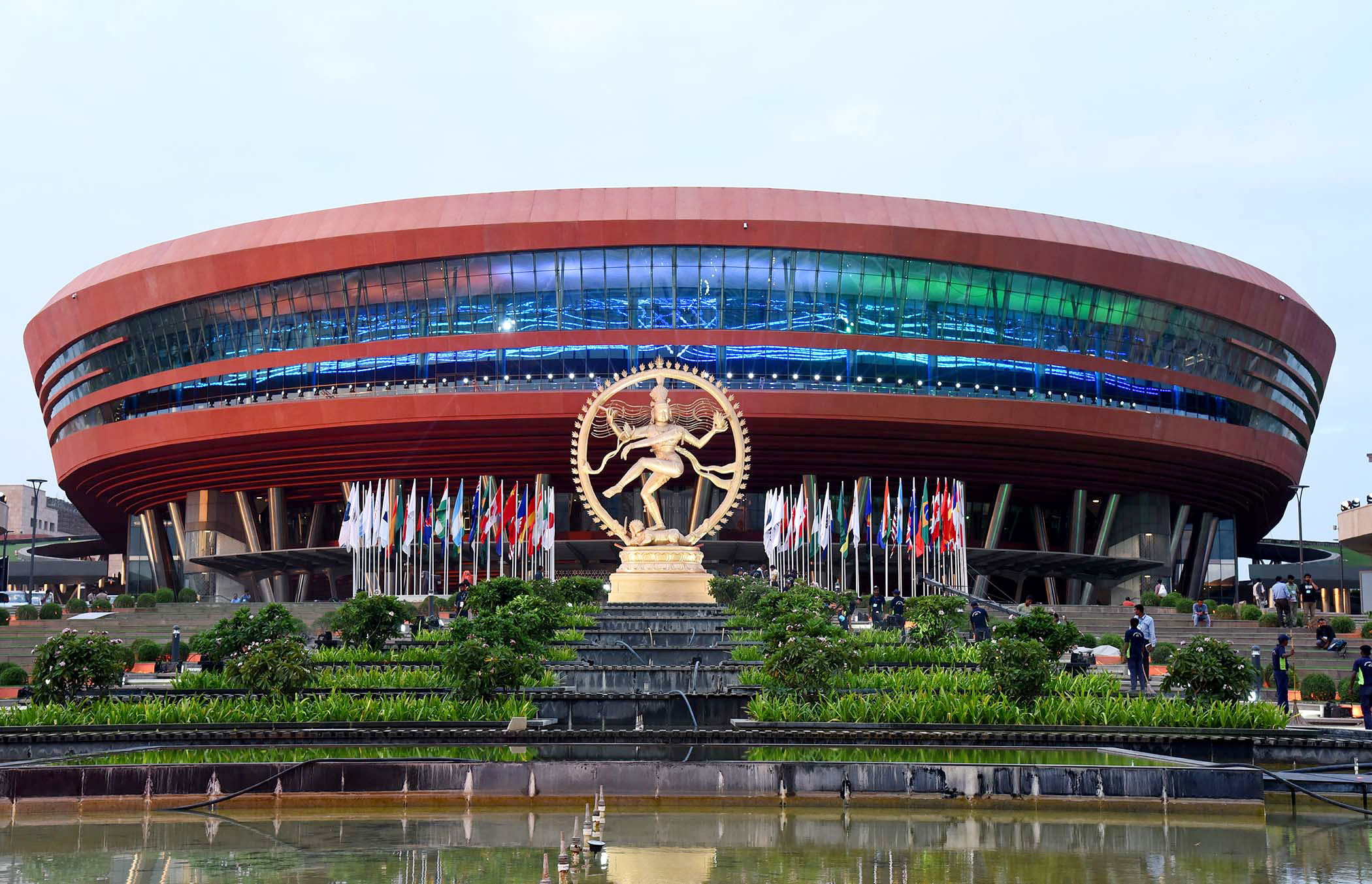
会場のバーラト・マンダパム

第46回世界遺産委員会（だい46かいせかいいさんいいんかい）は、2024年7月21～31日にインドのニューデリーで、今現在開催されている世界遺産委員会である。当初会場は2023年9月に完成した新国際会議場ヤショブミが使われる予定であったが、最終的に国際展示コンベンションセンターのバーラト・マンダパムとなった。
今委員会では日本が推薦した佐渡島の金山（新潟県佐渡市）の登録もあり、緊急案件を含む24件（文化遺産19、自然遺産4、複合遺産1）が新規登録され、世界遺産の総数は1223件となった。

## 委員国
委員国は以下の通りである。地域区分はユネスコ執行委員会委員国のグループ区分に準じている。国名の太文字は議長・副議長国。
| 議長国                                    | インド                           | 議長ヴィシャル・V・シャルマ（ユネスコ印大使） |
| ヨーロッパ・北アメリカ （グループ I・II） | イタリア                         |                                               |
| ヨーロッパ・北アメリカ （グループ I・II） | ベルギー                         | 報告担当。担当者はMartin Ouaklani             |
| ヨーロッパ・北アメリカ （グループ I・II） | ブルガリア                       | 副議長国                                      |
| ヨーロッパ・北アメリカ （グループ I・II） | ギリシャ                         | 副議長国                                      |
| ヨーロッパ・北アメリカ （グループ I・II） | ウクライナ                       |                                               |
| ヨーロッパ・北アメリカ （グループ I・II） | メキシコ                         |                                               |
| カリブ・ラテンアメリカ （グループ III）   | アルゼンチン                     |                                               |
| カリブ・ラテンアメリカ （グループ III）   | セントビンセント・グレナディーン | 副議長国                                      |
| カリブ・ラテンアメリカ （グループ III）   | ジャマイカ                       |                                               |
| アジア・太平洋 （グループ IV）            | 日本                             |                                               |
| アジア・太平洋 （グループ IV）            | 韓国                             |                                               |
| アジア・太平洋 （グループ IV）            | ベトナム                         |                                               |
| アジア・太平洋 （グループ IV）            | カザフスタン                     |                                               |
| アジア・太平洋 （グループ IV）            | トルコ                           |                                               |
| アフリカ （グループ V-a）                 | ルワンダ                         |                                               |
| アフリカ （グループ V-a）                 | ザンビア                         |                                               |
| アフリカ （グループ V-a）                 | ケニア                           | 副議長国                                      |
| アフリカ （グループ V-a）                 | セネガル                         |                                               |
| アラブ諸国 （グループ V-b）               | カタール                         | 副議長国                                      |
| アラブ諸国 （グループ V-b）               | レバノン                         |                                               |

## 審議対象の推薦物件一覧
期日（2023年2月1日）までに推薦書を提出し、書類点検を経て受理された物件が対象。審議は7月26～29日に行われる予定。
物件名に * 印が付いているものは既に登録されている物件の拡大登録など重大な変更を示す。太字は正式登録（既存物件の拡大などについては申請用件が承認）された物件。英語名とフランス語名は諮問機関の勧告文書に基づいており、登録時に名称が変更された場合にはその名称を説明文中で太字で示してある。
第46回世界遺産委員会の審議で新規に世界遺産保有国となる国はない。この時点で、世界遺産条約を締約している195か国のうち、世界遺産を保有していない国は27か国のままである。

### 自然遺産
| 画像 | 推薦名 | 推薦国                   | 勧告     | 決議 | 登録基準 |
| --- | --- | ------------------------ | -------- | ---- | -------- |
| | バダインジャラン砂漠 - 聳える砂丘群と湖沼群                                                                                   | 中華人民共和国           | 登録     | 登録 | (7), (8) |
| Badain Jaran Desert - Towers of Sand and Lakes | | 中華人民共和国           | 登録     | 登録 | (7), (8) |
| Désert de Badain Jaran – Tours de sable et lacs | | 中華人民共和国           | 登録     | 登録 | (7), (8) |
| 80万haの広大な砂漠の中の巨大な砂丘とオアシス、広範囲に分布する鳴き砂などの地質学的多様性が評価。 | |                          |          |      |          |
| | 中国の黄海＝渤海湾沿岸の渡り鳥保護区群（第2段階）*（2019年登録の「中国の黄海＝渤海湾沿岸の渡り鳥保護区群（第1段階）」の拡大） | 中華人民共和国           | 承認     | 承認 | (10)     |
| Migratory Bird Sanctuaries along the Coast of Yellow Sea-Bohai Gulf of China (Phase II) [significant boundary modification of “Migratory Bird Sanctuaries along the Coast of Yellow Sea-Bohai Gulf of China (Phase I)”, inscribed in 2019, criterion (x)]                                                | | 中華人民共和国           | 承認     | 承認 | (10)     |
| Sanctuaire d’oiseaux migrateurs le long du littoral de la mer Jaune et du golfe de Bohai de Chine (Phase II) [modification importante des limites du bien « Sanctuaire d’oiseaux migrateurs le long du littoral de la mer Jaune et du golfe de Bohai de Chine (phase I) », inscrit en 2019, critère (x)] | | 中華人民共和国           | 承認     | 承認 | (10)     |
| 渡り鳥の渡りルートであるフライウェイの世界遺産化による保護を推進する国際自然保護連合（IUCN）が東アジア・オーストラリア地域フライウェイ・パートナーシップの一端として評価。2019年登録の保護区に、27件の保護区を追加する推薦。IUCNはその一部の拡大については承認を勧告した。                               | |                          |          |      |          |
| | フロー・カントリー | イギリス                 | 登録     | 登録 | (9)      |
| The Flow Country | | イギリス                 | 登録     | 登録 | (9)      |
| Le Flow Country | | イギリス                 | 登録     | 登録 | (9)      |
| 世界有数の厚さ8メートルもの泥炭堆積層と湿原。二酸化炭素吸収源として二酸化炭素回収・貯留効果があることも確認されたことが評価。泥炭湿地としては初の世界遺産となった。 | |                          |          |      |          |
| | ラヴノのヴィエトレニツァ洞窟                                                                                                  | ボスニア・ヘルツェゴビナ | 情報照会 | 登録 | (10)     |
| Vjetrenica Cave, Ravno | | ボスニア・ヘルツェゴビナ | 情報照会 | 登録 | (10)     |
| Grotte de Vjetrenica, Ravno | | ボスニア・ヘルツェゴビナ | 情報照会 | 登録 | (10)     |
| | |                          |          |      |          |
| | レンソイス・マラニャンセス国立公園                                                                                            | ブラジル                 | 登録     | 登録 | (7), (8) |
| Lençóis Maranhenses National Park | | ブラジル                 | 登録     | 登録 | (7), (8) |
| Parc national de Lençóis Maranhenses | | ブラジル                 | 登録     | 登録 | (7), (8) |
| 気候と海洋の作用によって形成されたバルハンという独特な景観が広がる砂浜。雨季には雨水による湖沼が形成されるなど、地質学的特徴も評価。 | |                          |          |      |          |

### 複合遺産
| 画像 | 推薦名                                                   | 推薦国                             | 勧告 | 決議 | 登録基準                 |
| --- | -------------------------------------------------------- | ---------------------------------- | ---- | ---- | ------------------------ |
| | メルカ・クントゥレとバルヒトの考古学的・古生物学的遺跡群 | エチオピア                         | 登録 | 登録 | (3), (4), (5)            |
| Melka Kunture and Balchit Archeological and Paleontological Site |                                                          | エチオピア                         | 登録 | 登録 | (3), (4), (5)            |
| Site archéologique et paléontologique de Melka Kunture et Balchit |                                                          | エチオピア                         | 登録 | 登録 | (3), (4), (5)            |
| 200万年前からこの地域にヒト科の動物が生息していたことを証明する先史時代の遺跡群。古代のホモ・サピエンなどスの化石が産出し、黒曜石を含む火山岩から作られた様々な道具とともに、年代が特定された地層に記録されている。火山や堆積物の下に埋もれた古地理景観の断片は、化石動物相や植物相とともに保存されており、更新世におけるエチオピア高地の高山生態系を復元することができる。こうして、高地の課題や気候条件に対するヒト科動物の適応について結論を導き出すことができる。複合遺産ではなく文化遺産として登録された。登録に際し、名称が「メルカ・クントゥレとバルヒト : エチオピア高原地域の考古学的・古生物学的遺跡群」（英語: Melka Kunture and Balchit: Archaeological and Palaeontological Sites in the Highland Area of Ethiopia / フランス語: Melka Kontouré et Balchit : sites archéologiques et paléontologiques de la région des hauts plateaux d’Éthiopie）となった。 |                                                          |                                    |      |      |                          |
| | テ・ヘヌア・エナタ - マルキーズ諸島                      | フランス （ フランス領ポリネシア） | 登録 | 登録 | (3), (6), (7), (9), (10) |
| Te Henua Enata – The Marquesas Islands |                                                          | フランス （ フランス領ポリネシア） | 登録 | 登録 | (3), (6), (7), (9), (10) |
| Te Henua Enata – Les îles Marquises |                                                          | フランス （ フランス領ポリネシア） | 登録 | 登録 | (3), (6), (7), (9), (10) |
| 地質学的には若い群島で、周辺から孤立していることから固有種が多くみられ、陸上・海洋双方の生物多様性が評価。 |                                                          |                                    |      |      |                          |

### 文化遺産
| 画像 | 推薦名 | 推薦国                         | 勧告     | 決議     | 登録基準      |
| --- | --- | ------------------------------ | -------- | -------- | ------------- |
| | ハグマターナとハマダーン歴史地区                                                                              | イラン                         | 登録延期 | 登録     | (2), (3)      |
| Hegmataneh and Historical Centre of Hamedan | | イラン                         | 登録延期 | 登録     | (2), (3)      |
| Hegmataneh et centre historique de Hamedan | | イラン                         | 登録延期 | 登録     | (2), (3)      |
| メディア王国の首都遺跡。ICOMOSは、考古学的な価値をより適切に示すような範囲設定を再考すべきことなどを挙げ、「登録延期」を勧告した。委員会では逆転で登録が認められたが、登録名は「ハグマターナ」（英・仏:Hegmataneh）となった。 | |                                |          |          |               |
| | モイダム群 - アーホーム朝の墳丘システム                                                                       | インド                         | 登録     | 登録     | (3), (4)      |
| Moidams – the Mound-Burial System of the Ahom Dynasty | | インド                         | 登録     | 登録     | (3), (4)      |
| Moidams – système de tertres funéraires de la dynastie Ahom | | インド                         | 登録     | 登録     | (3), (4)      |
| 石の基壇にレンガを積んだ墓室を盛り土で覆う構造の墳墓で、アーチ型の羨道やchow-chali(チョウチャリ)という独特な二階建て構造の内部、発掘調査で確認された副葬品の遺存状態が評価。推薦書での類似例比較検証には日本の古墳も参考に挙げている。 | |                                |          |          |               |
| | プー・プラバート歴史公園                                                                                      | タイ王国                       | 登録     | 登録     | (3), (5)      |
| The Phu Phrabat Historical Park | | タイ王国                       | 登録     | 登録     | (3), (5)      |
| Le parc historique de Phu Phrabat | | タイ王国                       | 登録     | 登録     | (3), (5)      |
| 第40回世界遺産委員会で推薦された際には、登録延期勧告を受け、取り下げてられていた。タイ語でプーは山、プラバートは聖足跡の意味。前回の推薦では広域な範囲を対象としていたが、中核となる遺跡と聖域を示すセーマ石（バイセーマー / 結界石）に絞り込んだ。その結果、正式登録に際し、名称が「ドヴァーラヴァティー時代のセーマ石の伝統を伝えるプー・プラバート」（英語: Phu Phrabat, a testimony to the Sīma stone tradition of the Dvaravati period/フランス語: Phu Phrabat, un témoignage de la tradition des pierres Sema de la période de Dvaravati）となった。 | |                                |          |          |               |
| | 北京中軸線：中華の理想的秩序を示す建造物群                                                                    | 中華人民共和国                 | 登録     | 登録     | (3), (6)      |
| Beijing Central Axis: A Building Ensemble Exhibiting the Ideal Order of the Chinese Capital | | 中華人民共和国                 | 登録     | 登録     | (3), (6)      |
| Axe central de Beijing : un ensemble de constructions représentant l’Ordre idéal de la capitale chinoise | | 中華人民共和国                 | 登録     | 登録     | (3), (6)      |
| 北京の外城城門の永定門から前門大街を通り、正陽門を潜り天安門広場から紫禁城を経て鼓楼・鐘楼に至る7.8キロ。沿道の構成資産には毛沢東の遺体が安置されている毛主席紀念堂などが含まれる。 | |                                |          |          |               |
| | 佐渡島の金山                                                                                                  | 日本国                         | 情報照会 | 登録     | (4)           |
| Sado Island Gold Mines | | 日本国                         | 情報照会 | 登録     | (4)           |
| Mines d’or de l’île de Sado | | 日本国                         | 情報照会 | 登録     | (4)           |
| ICOMOSの勧告は情報照会だったが、委員会では登録が認められた。 | |                                |          |          |               |
| | ニア国立公園の洞窟群の考古遺産                                                                                | マレーシア                     | 登録     | 登録     | (3), (5)      |
| The Archaeological Heritage of Niah National Park’s Caves Complex | | マレーシア                     | 登録     | 登録     | (3), (5)      |
| Le patrimoine archéologique de l’ensemble des grottes du parc national de Niah | | マレーシア                     | 登録     | 登録     | (3), (5)      |
| | |                                |          |          |               |
| | アル＝ファウ考古地域の文化的景観                                                                              | サウジアラビア                 | 登録     | 登録     | (2), (5)      |
| The Cultural Landscape of Al-Faw Archaeological Area | | サウジアラビア                 | 登録     | 登録     | (2), (5)      |
| Le paysage culturel de la zone archéologique d’Al-Faw | | サウジアラビア                 | 登録     | 登録     | (2), (5)      |
| 紀元前4世紀～後4世紀にかけて織物や香辛料の交易地として栄えた都市遺跡。 | |                                |          |          |               |
| | ウンム・アル＝ジマール                                                                                        | ヨルダン                       | 登録     | 登録     | (3)           |
| Umm Al-Jimāl | | ヨルダン                       | 登録     | 登録     | (3)           |
| Umm Al-Jimāl | | ヨルダン                       | 登録     | 登録     | (3)           |
| 紀元前1世紀～後2世紀にかけてのナバテア人による交易都市遺跡。 | |                                |          |          |               |
| | ゲディの歴史地区と考古遺跡                                                                                    | ケニア                         | 登録     | 登録     | (2), (3), (4) |
| The Historic Town and Archaeological Site of Gedi | | ケニア                         | 登録     | 登録     | (2), (3), (4) |
| La ville historique et site archéologique de Gedi | | ケニア                         | 登録     | 登録     | (2), (3), (4) |
| | |                                |          |          |               |
| | ティエベレの王宮                                                                                              | ブルキナファソ                 | 登録     | 登録     | (3)           |
| Royal Court of Tiébélé | | ブルキナファソ                 | 登録     | 登録     | (3)           |
| La Cour royale de Tiébélé | | ブルキナファソ                 | 登録     | 登録     | (3)           |
| | |                                |          |          |               |
| | 人権、解放および和解：ネルソン・マンデラ関連遺産群                                                            | 南アフリカ共和国               | 情報照会 | 登録     | (6)           |
| Human Rights, Liberation and Reconciliation: Nelson Mandela Legacy Sites | | 南アフリカ共和国               | 情報照会 | 登録     | (6)           |
| Droits de l’homme, libération et réconciliation : les sites de mémoire de Nelson Mandela | | 南アフリカ共和国               | 情報照会 | 登録     | (6)           |
| 第45回世界遺産委員会に向けて推薦されたものの、その時は勧告も決議も見送られた。現在、世界遺産への推薦は一国一件だが、本件は前年からの持ち越し審議で、「記憶の場所」という新たな概念を評価するものであることから例外的措置として扱われ、下記の「現生人類の出現：南アフリカの更新世居住遺跡群」と合わせての登録となった。 | |                                |          |          |               |
| | 現生人類の出現：南アフリカの更新世居住遺跡群                                                                  | 南アフリカ共和国               | 登録     | 登録     | (3), (4), (5) |
| The Emergence of Modern Humans: The Pleistocene Occupation Sites of South Africa | | 南アフリカ共和国               | 登録     | 登録     | (3), (4), (5) |
| L’émergence de l’humanité moderne : les sites d’occupation du Pléistocène en Afrique du Sud | | 南アフリカ共和国               | 登録     | 登録     | (3), (4), (5) |
| ピナクル・ポイント、シブドゥ洞窟、ディープクルーフ岩陰遺跡を対象とする推薦。 | |                                |          |          |               |
| | モラヴィア教会の入植地群*（2015年登録の「モラヴィア教会の入植地クリスチャンスフェルド」（デンマーク）の拡大） | イギリス ドイツ アメリカ合衆国 | 承認     | 承認     | (3), (4)      |
| Moravian Church Settlements [significant boundary modification of ‘Christiansfeld, a Moravian Church Settlement”, Denmark, inscribed in 2015, criteria (iii)(iv)] | | イギリス ドイツ アメリカ合衆国 | 承認     | 承認     | (3), (4)      |
| Colonies de l’Église morave [modification importante des limites du bien « Christiansfeld, une colonie de l’Église morave », Danemark, inscrit en 2015, critères (iii)(iv)] | | イギリス ドイツ アメリカ合衆国 | 承認     | 承認     | (3), (4)      |
| すでに登録されているクリスチャンスフェルドに加え、ヘルンフート（ドイツ）、ベスレヘム（米国・ペンシルベニア州）、グレイスヒル（英国・北アイルランド）の3件を追加する推薦。アメリカのデクスターアベニュー・バプテスト教会は「キング記念教会」の通称があり、公民権運動とキング牧師ゆかりの教会である。 | |                                |          |          |               |
| | 「街道の女王」アッピア街道                                                                                    | イタリア                       | 登録     | 登録     | (3), (4), (6) |
| Via Appia. Regina Viarum | | イタリア                       | 登録     | 登録     | (3), (4), (6) |
| Via Appia. Regina Viarum | | イタリア                       | 登録     | 登録     | (3), (4), (6) |
| | |                                |          |          |               |
| | バチュの文化的景観                                                                                            | セルビア                       | 不登録   | ――       |               |
| Bač Cultural Landscape | | セルビア                       | 不登録   | ――       |               |
| Paysage culturel de Bač | | セルビア                       | 不登録   | ――       |               |
| 不登録勧告を受け、審議前に取り下げ。 | |                                |          |          |               |
| | シュヴェリーンの邸宅群                                                                                        | ドイツ連邦共和国               | 登録     | 登録     | (4)           |
| Schwerin Residence Ensemble | | ドイツ連邦共和国               | 登録     | 登録     | (4)           |
| Ensemble de la résidence de Schwerin | | ドイツ連邦共和国               | 登録     | 登録     | (4)           |
| シュヴェリーン湖の湖畔に築かれた歴史主義建築群を対象としている。 | |                                |          |          |               |
| | イズニク : 文明間の変遷の痕跡                                                                                 | トルコ                         | ――       | ――       |               |
| Iznik: Traces of the Transition Between Civilizations | | トルコ                         | ――       | ――       |               |
| İznik : traces de la transition entre les civilisations | | トルコ                         | ――       | ――       |               |
| 正式な勧告前に取り下げられた。 | |                                |          |          |               |
| | レヴァダス・ダ・マデイラ                                                                                      | ポルトガル                     | 不登録   | ――       |               |
| Levadas da Madeira | | ポルトガル                     | 不登録   | ――       |               |
| Levadas da Madeira | | ポルトガル                     | 不登録   | ――       |               |
| マデイラ島の山がちな地形の送水路などを対象とする文化的景観だったが、ICOMOSからは不登録を勧告された。審議前に取り下げ。 | |                                |          |          |               |
| | トゥルグ・ジウのブランクーシ記念作品群                                                                        | ルーマニア                     | 登録     | 登録     | (1), (2)      |
| Brâncusi Monumental Ensemble of Târgu Jiu | | ルーマニア                     | 登録     | 登録     | (1), (2)      |
| Ensemble monumental de Brâncuși à Târgu Jiu | | ルーマニア                     | 登録     | 登録     | (1), (2)      |
| 第39回世界遺産委員会では不登録勧告を受けて取り下げられ、第43回世界遺産委員会では「最近」の戦争に関する遺産の一つとして審議が先送りされた。登録対象については、en:Sculptural Ensemble of Constantin Brâncuși at Târgu Jiuも参照。 | |                                |          |          |               |
| | ローマ帝国の国境線 - ダキア                                                                                   | ルーマニア                     | 登録     | 登録     | (2), (3), (4) |
| Frontiers of the Roman Empire - Dacia | | ルーマニア                     | 登録     | 登録     | (2), (3), (4) |
| Frontières de l’Empire romain – Dacie | | ルーマニア                     | 登録     | 登録     | (2), (3), (4) |
| ローマ帝国の国境線としては4件目の登録となった。en:Dacian Limesも参照のこと。 | |                                |          |          |               |
| | ケノゼロ湖の証拠                                                                                              | ロシア                         | 登録     | 登録     | (3)           |
| Testament of Kenozero Lake | | ロシア                         | 登録     | 登録     | (3)           |
| Témoignage du lac Kenozero | | ロシア                         | 登録     | 登録     | (3)           |
| 登録に際して名称が「ケノゼロ湖の文化的景観」（英語: Cultural Landscape of Kenozero Lake / フランス語: Paysage culturel du lac Kenozero）となった。 | |                                |          |          |               |
| | パナマの植民地時代の地峡横断道路                                                                              | パナマ                         | 情報照会 | 情報照会 |               |
| The Colonial Transisthmian Route of Panamá | | パナマ                         | 情報照会 | 情報照会 |               |
| La route transisthmique coloniale du Panamá | | パナマ                         | 情報照会 | 情報照会 |               |
| 第43回世界遺産委員会では勧告・決議とも「登録延期」だった。 | |                                |          |          |               |

### 緊急登録
7月27日からの新規登録審査に先駆け、7月26日に緊急案件として例外的に新規登録が行われた。危機遺産指定のための緊急措置であった。
| 文化遺産 | 文化遺産                                  | 文化遺産   | 文化遺産      | 文化遺産 | 文化遺産 |
| 画像 | 登録名                                    | 推薦国     | 登録基準      |          |          |
| --- | ----------------------------------------- | ---------- | ------------- | -------- | -------- |
| | 聖ヒラリオン修道院 / テル・ウンム・アメル | パレスチナ | (2), (3), (6) |          |          |
| Saint Hilarion Monastery/ Tell Umm Amer |                                           | パレスチナ | (2), (3), (6) |          |          |
| Monastère de Saint Hilarion/ Tell Umm Amer |                                           | パレスチナ | (2), (3), (6) |          |          |
| 聖ヒラリオン修道院跡はガザ地区のテル・ウンム・アメルの遺構にあり、パレスチナにおける最も古いキリスト教教会を含む。ビザンチン時代のアジアとアフリカの交易ルート上にあり、「砂漠の修道院」と呼ばれ、宗教や文化の交流のみならず経済的交流（寄付）がもたらしたモザイク画などの華麗な装飾が残されている。地域は「テル・オム・アーメル」とも表記される。 |                                           |            |               |          |          |

## 危機遺産
危機遺産の指定に関する協議は、委員会開催期間中は7月29日に行われる予定。

### 緊急案件
- 前回の委員会閉幕後となる2023年10月7日に勃発した2023年パレスチナ・イスラエル戦争において、イスラエルによるパレスチナ・ガザ地区への攻撃に伴い、パレスチナ自治政府の観光遺跡省（英語版）が世界遺産暫定リストに掲載しているテル・ウンム・アメル（英語版）の構成資産候補である聖ポルフィリウス教会やアル・アミン・ムハンマド・モスクが破壊され、ユネスコは辛うじて残っている聖ヒラリオン修道院（英語版）を2021年に改訂された武力紛争の際の文化財の保護に関する条約（ハーグ条約）の第二議定書に盛り込まれた「暫定的に強化された保護（provisional enhanced protection）」に指定。これをうけ聖ヒラリオン修道院だけでも緊急措置として世界遺産に登録すると同時に危機遺産指定して保護を図るべく検討を始めた。その一方で、委員会の開催を待たずに臨時会議を開いて早々に登録・指定すべきとの意見も寄せられている[20]。

#### リストへの新規掲載
| 画像 | 登録名                                    | 保有国     | 分類 | 世界遺産登録年 | 危機遺産登録年 |
| --- | ----------------------------------------- | ---------- | ---- | -------------- | -------------- |
| | 聖ヒラリオン修道院 / テル・ウンム・アメル | パレスチナ | 文化 | 2024年         | 2024年 -       |
| イスラエルによる攻撃での損壊に加え、反イスラエルの抵抗組織であるハマスが隠れ拠点とする可能性や反キリスト教の見せしめとして破壊する恐れも示唆される。2024年7月26日に緊急措置として新規登録されたのと同時に危機遺産にも指定された。 |                                           |            |      |                |                |

### 事前通達
議事が紛糾する可能性が考えられる案件に関し、世界遺産センターが世界遺産委員会での危機遺産審議対象勧告を当該国に対して通達しており、不服申し立てがある場合には反論材料を揃える機会を与える。
- ストーンヘンジ（イギリス）：前回の第45回世界遺産委員会で「admit concerns（懸念がある）」とされたA303 roadのストーンヘンジ・トンネル（英語版）の工事が進捗したことから危機遺産とするか審議が行われ[21]、トンネルの深度をさらに下げ埋蔵文化財への影響を軽減する設計変更や通行料を徴収して保全費用に充てることなどを表明したことが評価され今委員会での危機遺産化は免れたが、地下水位の変化に伴う地盤沈下や工事段階での震動が及ぼす影響を観察し道路開通後の影響を想定して提出することを求め、その内容次第では次委員会以降に再び議事として扱うことも示された[22]。
- 仏陀の生誕地ルンビニ（ネパール）：地震での損壊と水害の深刻化から危機遺産とするか審議が行われ、緊急の劣化防止措置が取られたことが評価され今委員会での危機遺産化は免れた[23]。

### 前年からの持ち越し審議
- グレートバリアリーフ（オーストラリア）：前回・前々回の世界遺産委員会においても危機遺産に指定するかの協議が行われ（「第44回世界遺産委員会#危機遺産」・「第45回世界遺産委員会#危機遺産」参照）、地球温暖化の影響として海水温の上昇に伴うサンゴの白化など一国の努力だけでは対処できない案件を除き、水質汚染の原因である土壌流出（主として農業・畜産業）防止措置や漁業の大幅な制限を確約したことで1年間の猶予が与えられ、経過観察を行い有効性を確認できる科学的データや更なる努力方針を2024年2月までに提出することを求めた[24]。提出されたレポートでは、土壌流出対策として植生再生や上流部渓谷の安定化（コンクリート護岸化）の実施、海洋汚染対策として漂流・漂着ごみやマイクロプラスチックを回収する専属の自然保護官（レンジャー）を先住民（アボリジニ）から大量雇用配置、水産資源保護では刺し網の段階的廃止、新たに環境保護庁（Environment Protection Agency）を創設することなどが記載され、ユネスコ世界遺産センターは一定の評価を与えた[25]。

### 確認案件
- 既に危機遺産に指定されているが、イエメンの世界遺産であるサナア旧市街をフーシ派が占拠していたことから、2024年1月12日に米英軍によるミサイル攻撃（英語版）が行われ、その被災状況を確認する必要が生じた[26]。

### 懸念の表明
前年までに提出された保全措置報告（SOC）に基づき、必要に応じて現地調査を実施した結果を踏まえ、現況を放置すると近い将来に危機遺産となる危険性を孕んでいると判断された案件に対し「admit concerns（懸念がある）」と公表し、事前対処を求めるようになった。
- パリのセーヌ河岸（フランス）：河川の水質汚濁（五輪では大腸菌基準が水泳競技に影響はないとする）や観光客相手の看板増加による景観疎外などを懸念[27]。
- ブダペストのドナウ河岸とブダ城地区およびアンドラーシ通り（ハンガリー）：第44回世界遺産委員会でも議事として取り上げられた[27]。

### 指定解除審査
危機遺産指定物件は、指定理由の是正が図られたと思われる場合、その旨の意見書を提出し、世界遺産委員会の場において指定解除（危機遺産リストからの除去）審査をうけることができる。解除審査は諮問機関や関連団体なども交え、指定審議や保全措置報告とは別行程で行われる。

#### リストからの除去
| 画像 | 登録名                 | 保有国   | 分類 | 世界遺産登録年 | 危機遺産登録年 |
| --- | ---------------------- | -------- | ---- | -------------- | -------------- |
| | ニョコロ＝コバ国立公園 | セネガル | 自然 | 1981年         | 2007年         |
| 密猟や家畜の増加に伴う野生生物の減少、金や玄武岩の採掘超過と鉱毒流出などにより危機遺産となったが、監視体制と罰則を強化し、鉱山汚染防止システムを導入したことと、外来種であるオジギソウの自発的な駆除努力が評価され指定解除となった。 |                        |          |      |                |                |

## 名称変更
先住民族の権利に関する国際連合宣言による2019年の国際先住民族言語年をうけ、2022年から国連国際の十年の「先住民言語の国際の10年」が始まり、ユネスコが主導した「現地語の使用可能性に関する専門家会議」の提言により、当該地現地語発音や先住民による呼称を優先し外名撤廃（併記）する方針に基づく。

## 保全措置審査
6年毎の定期的、あるいは委員会からの指示による登録遺産の保全措置報告（SOC）および、必要に応じ自発的に提出する遺産影響評価（HIA）の審査。基本的には提出された報告書の事務的確認作業だが、諮問機関から注視答申があった案件に関しては危機遺産化を検討する議事として扱われる。今回は危機遺産対象案件も含め44件の保全措置報告が上げられており、日本からは琉球王国のグスク及び関連遺産群が届け出られている。審議は7月23・24日に行われる予定。

### 保全措置報告
- イギリスの世界遺産であるストーンヘンジの地下を潜り抜けるストーンヘンジ・トンネル（英語版）建設に対し、ユネスコはかねてから警鐘を鳴らし、2021年に遺産影響評価を提出したが前回の委員会では危機遺産の一歩手前である「懸念の表明」を発し（「第44回世界遺産委員会#保全措置報告」・「第45回世界遺産委員会#懸念の表明」参照）、追加措置を2024年2月までに提出することを求めた。これをうけ道路行政を司る運輸省は環境保全対策を盛り込んだ計画を作成し、①ストーンヘンジから見えない距離にトンネル坑門を設けて景観に配慮する、②ストーンヘンジ地下にある未確認の遺跡を傷めない深さに改めるなどの妥協案を提示。しかし、地中レーダー探査などで得られた遺構面や遺物包含層と目される深度を越えておらず、音波探査から得られた地盤地質の性質から震動によるストーンヘンジへの影響などが指摘され、ユネスコは危機遺産指定や一気に登録抹消もあり得るとした。対策案をそのまま実行するだけでも計画段階の予算を大幅に超過し、周辺に迂回するルートを確保する用地買収を改めて一から始めるとなると渋滞に悩まされトンネル設置を強く要望している地域住民から反発の声も上がった。工事を推進する関係団体からは「トンネルができることで観光客の利便性が高まり、経済効果も得られる。ストーンヘンジを解体して無くしてしまうわけではなくいので登録抹消は大袈裟で、あり得なかろう。危機遺産ならそのまま危機遺産の状態であって何が問題なのだ」という発言まで飛び出した[31][注 1]。
- メキシコの世界遺産であるエル・ピナカテとアルタル大砂漠の生物圏保護区はアメリカとの国境に面しており、第1次トランプ政権時に進められた国境壁により動物の移動が制限されていることによる生態系への影響に加え、太陽光発電のソーラーパネルの設置が進められていること、アメリカを目指す中米難民の居留地化していることなどの問題が、自然遺産の諮問機関である国際自然保護連合（IUCN）から指摘されたことをうけ、対応の回答を提出。本件は2021年の世界遺産委員会で審議される予定であったが、新型コロナウイルス感染症の世界的流行により、委員会中止からのオンライン・ミーティングとして開催されたことから議事多数につき先送りとされた経緯がある（「第44回世界遺産委員会#予定していた議題・報告」参照）。なお、IUCNはアメリカに対しても善処を求めているが、2021年時点はユネスコを脱退していた時期で、現在のところ回答は得られておらず、危機遺産指定も視野に入れるとしている[32]。

### 遺産影響評価
- マルタの世界遺産であるマルタの巨石神殿群の構成資産ゴゾ島のジュガンティーヤの緩衝地帯内に遺跡を部屋から見下ろすことができるマンションの建設計画が進行しており、遺産影響評価を提出したが、ユネスコとしては調査団を派遣する計画で、場合によっては危機遺産指定も視野に入れるとしている。開発業者は外観デザインを景観と調和する意匠にする配慮や、利益の一部を遺跡保全費用として寄付することを表明している[33][注 2]。
- インドの世界遺産マナス国立公園近郊で進められているブータンとの共同事業である水力発電ダム建設に伴う影響を報告する。これはブータンが暫定リストに掲載している王立マナス自然公園（英語版）にも影響を及ぼすことになるため、両国共同で遺産影響評価を提出する[34]。

　－－－－－－－－－－
前々回の世界遺産委員会において、全ての世界遺産条約締結国に対し個々の登録物件について気候変動に関する対策を遺産影響評価（HIA）として報告することや、今後の新規の推薦の際に被害想定と対策案を盛り込むことを義務付けたが（「第44回世界遺産委員会#議題」参照）、今期からさらに踏み込み戦略的環境アセスメント（SEA）や社会的影響評価（SIA）を発展させた環境社会影響評価（ESIA）も反映させることを決めており、まずは特に影響をうけやすい自然遺産分野から導入を開始する。

## その他の議題・話題

### 議題
- 今期から初めて委員国の任を託されたウクライナは、ロシアによるウクライナ侵攻で被った遺産破壊行為について、ロシアに対する責任追及や補償賠償を求めることを議題とすると表明している[36]。
- ユネスコと協力関係にある世界記念物基金が、気候変動の影響により文化遺産の6件に1件が危機に瀕しているとの調査報告を発表し、危機遺産未指定ながら危機に直面している遺産に対して保全費用を拠出するとした。さらに、水不足など水の危機から発生する可能性が高まる紛争に巻き込まれ遺産が破壊される危険性も指摘し、一つの指針として遺跡遺構として保存されているため池・用水路跡を利水利用する案を提示。これには補修の必要性が伴うため、真正性（英語版）に抵触することから、運用解釈について議論する。なお、リビングヘリテージ化に際しては、かんがい施設遺産を推進する国際かんがい排水委員会の協力を得ることが確約されている[37]。
- 前回の委員会においてアメリカのヘリテージ財団が「環境遺産」を提言したが（「第45回世界遺産委員会#環境遺産を目指し」参照）、同財団が2024年の世界経済フォーラム（ダボス会議）で「自然環境権」（自然自身が持つ自らの環境を保護する権利＝自然環境は自然に任せる／人間の基本的人権に関する自然権の相対的考え）を提唱したことをうけ、自然遺産などへ反映できるかを議論する[38]。なお、この自然環境権は日本の「自然保護のための権利の確立に関する宣言」が影響している[39]。
- 国際鉱業金属協会（英語版）が、加盟国・加盟企業に対して世界遺産周辺での資源開発の停止と生物多様性が損なわれないよう配慮するとダボス会議で表明したことをうけ、委員会で確認作業を行う。但し、鉱物掘削の影響により危機遺産に指定されているギニアとコートジボアールのニンバ山厳正自然保護区で採掘にあたる事業者は国際鉱業金属協会未加盟のため、大勢に変化がない側面もある（「遺産の資源利用」も参照）[40]。
- 2024年4月18日の記念物と遺跡の国際デー（英語版）（世界遺産の日）に同年の行動スローガンとして「災害と紛争に強い遺産」を採択。世界遺産委員会において、その実現に向けた方策を協議する[41]。
- 開幕直後の基調講演で、ユネスコが設立した地域政府間組織の一つ国際総合山岳開発センター（英語版）が「世界遺産、特に自然遺産において環境保護を優先するあまり先住民に対する人権侵害が横行している」との衝撃的な報告が行われた[42]。
- 会期中にナウルが世界遺産条約を批准し、196番目の締約国となることが承認された（手続きを経て正式加盟は7月22日）。
- 開催日時は未定だが、2025年の第47回世界遺産委員会の開催地がブルガリアの首都ソフィアに決まった。同市には世界遺産ボヤナ教会がある。議長には金融史・経済思想史の研究家でブルガリアの中央銀行理事でもあるニコライ・ネノフ（英語版）パトリス・ルムンバ名称民族友好大学教授に選任。また、報告担当はルワンダとなり在仏ルワンダ大使館の外交官でルワンダ虐殺を記憶の場所として世界遺産に登録すべく尽力したジョエル・ブシアナ（Joelle Bucyana）を担当者とすることとした。

### 話題
- 通常、世界遺産委員会開催地（開催国・開催都市）は前年の委員会開催中に、次回の委員会でも委員国任期中にある国の中から立候補を募り、委員国の協議で決められるが、第46回世界遺産委員会は第45回世界遺産委員会会期中に決定することができなかった。こうした事態は2017年の第41回世界遺産委員会で会期中に翌年の第42回世界遺産委員会の開催地を決めることが出来なかったこと以来になる。今委員会は、2023年11月23日に開かれた世界遺産委員会の第19回臨時会議においてインドが開催国となり、年を跨いで2024年1月8日に臨時会議の続きが再開され、開催都市と日時が決まるという迷走を見せた[43]。
- 当初会場に使われる予定だった新国際会議場ヤショブミはインド政府の威信をかけて2020年に完成する予定であったが、インドでの新型コロナウイルス感染症の流行などにより遅れ、2023年9月9～10日にニューデリーで開催されたG20ニューデリーサミットにも間に合わなかった[44]。当面、ニューデリーでの大規模な国際会議の予定がないことから、世界遺産委員会がこけら落としとなる可能性があった[2]。
- 今委員会のロゴはインドの世界遺産であるハンピのヴィジャヤ・ヴィッタラ寺院に彫られているレリーフにある「石の戦車」を素描タッチで描いたものになる[45]。
- サイドイベントでは無形文化遺産であるヨーガや、伝統的な医学であるアーユルヴェーダを体験するプログラムを用意[45]。
- 議長役を務めることになったヴィシャル・V・シャルマが、パリのユネスコ本部でインタビューに応え、ユネスコとの協力関係にあるマハトマ・ガンジー平和と持続可能な開発のための教育研究所（英語版）において、世界遺産を巻き込む紛争や世界遺産における持続可能な開発等について研究を進めることを表明。さらに順調なインドの経済を背景に、世界遺産基金への資金提供なども実施するとした[46]。
- インドが今委員会での登録審査に推薦したモイダムス（英語版）（アーホーム王国の墳墓・埋葬システム）に関し、従来の文化遺産保護制度である古代記念物および考古学上の遺跡・遺物に関する法律（英語版）に加え、対象地があるアッサム州でインドの地方行政区画としては三番目となる統一民法典（英語版）を制定して、その中で文化多様性を明記することでアーホーム族固有の文化を尊重し、その象徴である墳墓などの法的保護根拠とする試みを実施。これが成功すれば他州への展開も考えられ、文化財保護がインドにおける多元論（多文化主義・文化多元主義）による和平と平等の実現に繋がる可能性を秘めているとする[47]。
- 委員会運営を支えるユネスコ・ニューデリー事務所の職員がスキルアップ研修を受けた[48]。
- 今委員会の開期と重複して2024年パリオリンピックが開催される（7/26～8/11）。夏季近代オリンピックとしては初めて世界遺産の中心地（パリのセーヌ河岸）での開催となる。開会式とトライアスロンの水泳がセーヌ川、乗馬がベルサイユ宮殿の庭園、ビーチバレーがエッフェル塔下広場、さらにサーフィンはフランスの海外県・海外領土でタプタプアテアのマラエがあるタヒチ島などが活用され、ある意味で遺産の商品化の極致であり、大会を通してフランスの世界遺産の魅力を発信しつつ、競技や観客が及ぼす影響（環境負荷）を最小限に抑える必要があり、ユネスコの世界遺産センターもパリにあることからユネスコが運用に参画する。ユネスコのオードレ・アズレ事務局長は委員会参加のためインド入りするが、途中でオリンピック開会式へ出席するため一時パリへと戻る[49]。
- 今委員会での新規登録審査は対象27件中19件に事前に登録勧告が出されていたことや、日本の佐渡など情報照会案件も推薦国が必要な追加情報の提出や指摘事項の是正を報告していたこともあり、審査がスピーディーに進捗し、予定していた4日目を待たずに全ての審査を終えてしまった[50]。
- 世界遺産委員会（顕著な普遍的価値を有する文化遺産および自然遺産の保護のための政府間委員会）開催を成功させたインドは2025年に開催予定の第20回無形文化遺産政府間委員会の誘致に乗り出し承認され、12月8～13日にやはりニューデリーで開催することが決まった。議長は世界遺産委員会に引き続きヴィシャル・V・シャルマが務める[51]。